# Agnara taprobanica
Agnara taprobanica is een pissebed uit de familie Agnaridae. De wetenschappelijke naam van de soort is voor het eerst geldig gepubliceerd in 1989 door Ferrara & Argano.